# سال‌های بی‌تابی
سال‌های بی‌تابی (انگلیسی: The Impatient Years) فیلمی در ژانر رمانتیک کمدی به کارگردانی اروینگ کامینگز محصول سال ۱۹۴۴ کشور ایالات متحده آمریکا است. 

## بازیگران
- جین آرتور در نقش Janie Anderson
- لی بومن در نقش Andy Anderson
- چارلز کوبرن در نقش William Smith
- ادگار بیوکانان در نقش Judge
- چارلی گریپوین در نقش Benjamin L. Pidgeon, Bellboy
- فیل براون در نقش Henry Fairchild
- هری دونپورت در نقش Minister
- جین دارول در نقش Minister's Wife
- گرانت میچل در نقش Hotel Clerk
- Bob Haymes در نقش Singer